# Возвращение Арсена Люпена (телесериал)
«Возвращение Арсена Люпена» (фр. Le Retour d'Arsène Lupin) — сериал по мотивам произведений Мориса Леблана о приключениях вора-джентльмена Арсена Люпена в 1930-х и второй половине 1940-х годов. Главную роль сыграл Франсуа Дюнойе.
Первый сезон состоял из двенадцати эпизодов по 55 минут. Продолжение сериала под названием Новые подвиги Арсена Люпена (фр. Les Nouveaux Exploits d'Arsène Lupin), в восьми 90-минутных эпизодах, было показано между 20 мая 1995 года и 7 июля 1996 года на телеканале France 3.

## В ролях

### 1-й сезон
- Франсуа Дюнойе — Арсен Люпен
- Поль Ле Персон — Комиссар Ганимар
- Анна Кондо — Лиза
- Эрик Франклин — Гроньяр
- Раде Шербеджия — Херлок Шолмс
- Иоланда Фоллиот — Мерседес

### 2-й сезон
- Франсуа Дюнойе — Арсен Люпен
- Поль Ле Персон — Комиссар Ганимар
- Франк Капийери — Гроньяр
- Жозеф Сарчаджев — Херлок Шолмс
- Валентин Ганей — Вильсон
- Коринн Тузе — Патрисия
- Шарлотта Кади — Глория
- Ваня Цветкова — Теодора

## Эпизоды

### 1-й сезон
1. Медальон Папы
2. Ленорман, начальник службы безопасности
3. Товарищ Татьяна
4. Золотой Треугольник
5. Тихий учёный
6. Очарованный флейтой
7. Кенон Жюно
8. Зубы тигра
9. Забытый воздух
10. Ведьма с двумя лицами
11. Графиня Калиостро
12. Роковой Бижу

### 2-й сезон
Второй сезон вышел под названием фр. Les Nouveaux Exploits d'Arsène Lupin (Новые подвиги Арсена Люпена). При трансляции на канале НТВ эпизоды выходили в эфир в ином порядке (указан в скобках).
1. Табакерка императора (6)
2. Платье с бриллиантами (8)
3. Гаванские акулы (7)
4. Встреча с доктором Фрейдом (1)
5. Нефритовая маска (3)
6. Херлок Шолмс вмешивается (4)
7. Пещеры этрусков (5)
8. Странная барышня (2)